# 백단향
백단향(白檀香, 학명 Santalum album)은 단향과의 반기생 열대성 상록수이다. 상쾌하고 달콤한 향기가 특징이다. 향목으로 이용된다.

## 특징
원산지는 인도이다. 인도에서는 옛날 산스크리트어로 "찬다나"라고 불리는 불전 《관불삼매해경》에서는 우두산(서고츠산맥의 말라야산을 말한다)에서 나는 우두전단(고시르샤 찬다나, gośīrṣa-candana)로서 유명하였다. 재배되기도 하여, 기원전 5세기 경에 이미 고귀한 향목으로서 사용되었다.
영어 sandalwood라는 이름도 이 "찬다라"가 기원이다. 산출국은 인도, 인도네시아, 오스트레일리아 등이다. 태평양 여러 섬에 넓게 분포하나, 뉴질랜드, 하와이, 피지 등의 백단향은 향기가 적어 향목으로서 이용은 적다. 특히 인도의 마이소르 지방에서 나는 백단향이 가장 고품질이 되고, 노산(老山)백단향이라는 별칭으로도 불린다.
처음에는 독립하여 생육하나, 후에는 빨판으로 기주(寄主)의 뿌리에 기생하는 반기생식물이다. 어린 나무일 때는 벼과나 아욱과에 기생하고, 성장함에 따라 기생성도 높아져 대나무나 종려과로 이동하여, 숙주가 되는 식물은 140종 이상을 헤아린다. 암수딴그루로 주위에 식물이 없으면 생육이 되지 않으므로 재배는 매우 곤란하나, 해가 갈수록 채집하기가 어려워지고 있어 인도 정부에 의해 벌채제한, 수출규제가 가해지고 있다.
5월경, 노란색이나 자줏색 등의 작은 꽃이 핀다. 향기는 수지에서 나오는 것이 아니라, 방향유에서 유래한다.
우두전단(牛頭旃檀 또는 牛頭栴檀, 산스크리트어 gośīrsa-candana)은 단향목의 하나이다. 이는 전단 중에서 가장 향기가 많이 난다. 인도에서 나며, 상록수이다. 줄기의 높이는 약 0.9미터이다. 그 목재는 향기를 가지며, 회황색 또는 적동색을 띤다. 조각용으로 쓸 수 있고, 또는 뿌리를 갈아 분말로 만들어 향을 피우기도 하고, 또는 향유를 만들기도 한다. 옛날 우전왕(優填王, Udayana)이 일찍이 사람을 시켜 이 나무에 불상을 조각하게 하였고 지금까지도 유명하다. 또한, 신화엄경 권 67에 실린 바에 의하면, 우두전단은 남인도 말라야산(山)(산스크리트어 Malaya)과 서남쪽의 말라야에서 산출되므로 말라야산(産)(Malaya-ja)이라고도 부른다. 한편, 정법념처경 권 69의 기재에 의하면, 울단월(鬱單越, Uttarakuru)에는 열 개의 큰 산이 있는데 그중 다섯번째가 고취산이고, 고취산에는 다섯 개의 큰 봉우리가 있는데 그 중 두번째가 이름하여 은봉이다. 이 산에서 우두전단이 번성한데 이 산의 모양은 소머리와 닮았다. 그리하여 여기서 나는 전단을 우두전단이라 한다. (현응음의 권23, 혜림음의 권 3, 경률이상 권 6)